# Asplundia euryspatha
Asplundia euryspatha är en enhjärtbladig växtart som beskrevs av Gunnar Wilhelm Harling. Asplundia euryspatha ingår i släktet Asplundia och familjen Cyclanthaceae. Inga underarter finns listade.